# 海月雲Roa
海月雲Roa（日语：／ KurageuRoa */?）是一位日本的個人勢虛擬YouTuber，於2025年7月20日開始直播出道。

## 角色設定
海月雲Roa的角色設計者為甘城なつき，與hololive噶嗚·古拉的繪師相同，而Live2D設計為。
人設為一隻住在海邊、常綁著雙馬尾藍色短髮的貓娘，耳朵兩邊綁著水母飾品，瀏海則有月亮與雲朵的髮夾。出生於11月3日，身高為145公分，體重三個水母重。喜歡和網路上的大家聊天、玩遊戲，以及唱歌，夢想是「讓全世界的人都笑起來」。

## 經歷
海月雲Roa的前身是，經常在X社群分享飼養水母和日常生活的貼文。
2025年7月16日，在YouTube上傳個人首部PV，並改名為。同年7月18日，海月雲Roa的YouTube頻道達成10萬訂閱里程碑，同月20日在YouTube進行初次直播出道。

## 外部連結
- YouTube上的海月雲Roa頻道（日語）（Archive.today的存檔，存档日期2025-07-22）
- 海月雲Roa的X（前Twitter） （日語）（Archive.today的存檔，存档日期2025-07-16）